# Hemigasteraceae
Hemigasteraceae Gäum. & C.W. Dodge – rodzina grzybów z rzędu pieczarkowców (Agaricales).

## Systematyka
Rodzinę tę do taksonomii grzybów wprowadzili Ernst Albert Gäumann i Carroll William Dodge w 1928 r. Należą do niej rodzaje:
- Flammulogaster Locq. & Sarwal 1987
- Hemigaster Juel 1895[2].